# Хайле, Йонатан
Йонатан Хайле (англ. Yonatan Haile, род. 15 сентября 1994, Асмэра) — эритрейский шоссейный велогонщик.

## Карьера
В 2015 году Йонатан Хайле стал финишировал четвёртым на чемпионате Эритреи в групповой гонке и принял участие в Тур дю Фасо.
Сезон 2016 года начал с Тропикале Амисса Бонго (39-е место). В апреле занял второе место на Круге Массауы, уступив в спринте из двух человек только своему соотечественнику Тесфому Окюбамариами. Затем одержал победу на первом этапе Тура Эритреи, которая стала для него первой на гонках категории UCI. В октябре финишировал 90-м на чемпионате мира в групповой гонке категории U21, отстав от победителя Кристоффера Халворсена более чем на минуту. Почти месяц спустя снова участвует на Тур дю Фасо (5-е место).
В 2017 году занял пятое место на чемпионат Африки в групповой гонке. Участвует второй год подряд на Тропикале Амисса Бонго (17-е и 18-е на этапах), на эритрейских гонках занимает места в топ-10 — восьмое на Круге Массауы и десятое на Фенкил Норд Ред Сиа. В июле заключил контракт с континентальной командой Start. В её составе проехал китайскую гонку Тур озера Цинхай (54-е место).
В 2018 году принял участие в нескольких бельгийских и нидерландских гонках таких как Мемориал Филиппа Ван Конингсло и Ронде ван Оверэйссел.

## Достижения
2016
1-й этап на Тур Эритреи
2-й на Круг Массауы
2017
5-й на Чемпионат Африки — групповая гонка

## Рейтинги
| Год                 | 2015  | 2016   | 2017  |
| ------------------- | ----- | ------ | ----- |
| Мировой рейтинг UCI |       | 1182-й | 617-й |
| Африканский тур UCI | 110-й | 70-й   | 19-й  |
|                     |       |        |       |
| Источник: UCI       |       |        |       |